# Kjulo å
Kjulo å (fi. Köyliönjoki) är ett vattendrag i Finland.   Det ligger i landskapet Satakunta, i den sydvästra delen av landet, 190 km nordväst om huvudstaden Helsingfors.
Kjulo å avvattnar Kjulo träsk (finska: Köyliönjärvi) och är den största bifloden till Eura å. Den mynnar från höger 36 kilometer från Eura ås mynning. Kjulo å rinner genom en lerslätt och bildar meandrar.